# Transparaná
O Transparaná é a mais importante prova de off-road do estado do Paraná e uma das principais competições esportivas do Brasil. 
Criado em 1994 pelo Jeep Clube de Curitiba, esta prova, até 2011, era disputada na categoria Raid (Regularidade Absoluta em Itinerário Desconhecido), sendo a maior rali de regularidade do Brasil e das américas. Em 2012 o Transparaná passou a ser disputado no conceito Rally.
A prova é sempre disptada no mês de janeiro e seu percurso consiste em atravessar o estado do Paraná, iniciando no extremo oeste, na região da cidade de Guaíra e terminando no litoral do estado, como em cidade de Caiobá, perfazendo, em média, 1.600 quilômetros ao longo de uma semana.

## Ligação externa
- Site oficial dom Transparaná